# 城北街道 (会理市)
城北街道，原为城关镇，是中华人民共和国四川省凉山彝族自治州会理市下辖的一个街道办事处。

## 行政区划
城北街道下辖以下村级行政区划单位：
西关社区、东关社区、公园路社区、民主巷社区、西街社区和广场路社区。